# Bahnstrecke Castle Hill–Marblehead
| Streckenlänge: | 4,49 km              |                              |                              |
| Spurweite: | 1435 mm (Normalspur) |                              |                              |
| |                      |                              |                              |
| \| \| \| von Portsmouth \| \| \| \| 0,00 \| Castle Hill MA \| Castle Hill MA \| \| \| \| nach East Boston \| \| \| \| 0,89 \| Loring Avenue \| Loring Avenue \| \| \| \| Straßenbahn Lynn–Salem \| \| \| \| 1,74 \| Forest River \| Forest River \| \| \| \| Straßenbahn Salem–Marblehead \| \| \| \| \| Forest River \| \| \| \| \| von Swampscott \| \| \| \| 4,49 \| Marblehead MA \| Marblehead MA \| |                      |                              |                              |
| Strecke |                      | von Portsmouth               | von Portsmouth               |
| Dienststation / Betriebs- oder Güterbahnhof | 0,00                 | Castle Hill MA               | Castle Hill MA               |
| Abzweig ehemals geradeaus und nach rechts |                      | nach East Boston             | nach East Boston             |
| Bahnhof (Strecke außer Betrieb) | 0,89                 | Loring Avenue                | Loring Avenue                |
| Kreuzung (Strecken außer Betrieb) |                      | Straßenbahn Lynn–Salem       | Straßenbahn Lynn–Salem       |
| Bahnhof (Strecke außer Betrieb) | 1,74                 | Forest River                 | Forest River                 |
| Kreuzung (Strecken außer Betrieb) |                      | Straßenbahn Salem–Marblehead | Straßenbahn Salem–Marblehead |
| Brücke über Wasserlauf (Strecke außer Betrieb) |                      | Forest River                 | Forest River                 |
| Abzweig geradeaus, nach rechts und von rechts (Strecke außer Betrieb) |                      | von Swampscott               | von Swampscott               |
| Kopfbahnhof Streckenende (Strecke außer Betrieb) | 4,49                 | Marblehead MA                | Marblehead MA                |

Die Bahnstrecke Castle Hill–Marblehead war eine Eisenbahnstrecke in Massachusetts (Vereinigte Staaten). Die Strecke ist 4,49 Kilometer lang und band die Stadt Marblehead an die Hauptstrecke Boston–Portsmouth an. Die Strecke ist stillgelegt und abgebaut.

## Geschichte
Als 1838 die Bahnstrecke von East Boston in Richtung Portsmouth gebaut wurde, baute man gleichzeitig auch eine Zweigstrecke nach Marblehead, um die Strandsiedlung zu erschließen. Sie wurde nur ein Jahr nach der Hauptstrecke, am 10. Dezember 1839, eröffnet. Da am Haltepunkt Castle Hill kein Umsetzgleis eingebaut wurde, fuhren alle Züge von und nach Salem durch. Durchlaufende Züge nach Boston gab es nicht, da die Strecke in spitzem Winkel abzweigte und kein Gleisdreieck eingebaut werden konnte. Erst 1873 wurde eine zweite Strecke nach Marblehead aus Richtung Süden eröffnet, wodurch der Verkehr nach Castle Hill deutlich zurückging. Die Strecke bekam später weitere Konkurrenz durch eine Straßenbahnlinie, die von Salem nach Marblehead führte, was erneut zu einem Rückgang der Zugzahlen führte. Die Weltwirtschaftskrise und der Umstieg vieler Menschen auf ein eigenes Automobil führten 1959 zur Einstellung des Personenverkehrs auf der Strecke nach Marblehead. 
Im Güterverkehr wurden Kunden an beiden Zwischenstationen, Loring Avenue und Forest River, bedient. Da in Marblehead ab 1962 keine Güterkunden mehr vorhanden waren, wurde daraufhin die Strecke zwischen Forest River und Marblehead stillgelegt. Etwa 1968 endete auch der Güterverkehr zwischen Loring Avenue und Forest River und schließlich 1993 auf dem restlichen Streckenabschnitt. Die Strecke wurde abgebaut und dient heute größtenteils dem Marblehead Rail-Trail, einem Rad- und Wanderweg.

## Streckenbeschreibung
Die Strecke zweigt am Haltepunkt und Güterbahnhof Castle Hill aus der Hauptstrecke Boston–Salem ab und führt zunächst in Richtung Südosten. Straßenbahnstrecken der Bay State Street Railway überquerten die Strecke auf der Loring Avenue und unmittelbar am Bahnhof Forest River auf der Lafayette Street. Kurz vor dem Endbahnhof Marblehead mündet die Strecke aus Richtung Boston in einem Gleisdreieck ein. Einziges bedeutendes Kunstbauwerk der Strecke ist die kurze Brücke über den Forest River, die nach der Stilllegung abgerissen und durch einen kleineren Neubau ersetzt wurde und heute dem Marblehead Rail-Trail dient.